# Zyrinx
Zyrinx — компания, разработчик компьютерных игр. Была основана в 1992 году в Копенгагене, Дания. Все сотрудники компании были активными участниками демосцены на компьютере Commodore Amiga в 1980-х и начале 1990-х годов, включая композитора Йеспера Кюда.
Первая игра компании, Sub-Terrania для игровой консоли Sega Mega Drive, была выпущена в 1993 году. В процессе разработки команда разработчиков переехала в Бостон. Следующими играми компании стали Red Zone (1994) для Mega Drive и Scorcher (1996) для Sega Saturn и MS-DOS. Код проигрывателя музыки, разработанный компанией, использовался в версии игры Adventures of Batman & Robin (1995) для Mega Drive, музыку к которой написал Йеспер Кюд. Компания также разработала демонстрационную программу для Sega 32X, показывающую возможности отображения трёхмерной графики на этой игровой консоли.
В 1998 году компания была закрыта в связи с банкротством основного издателя игр компании, Scavenger Team
.
Впоследствии сотрудники компании вместе с сотрудниками аналогичной компании Lemon, также работавшей вместе со Scavenger Team, создали группу разработчиков Reto-Moto и основали компанию IO Interactive, создавшую популярную серию игр Hitman.